# 阿尼瓦湾
阿尼瓦湾（羅馬化：Zaliv Aniva）或亚庭湾（日语：／ Aniwa-wan），位于日本的北海道岛和俄罗斯库页岛（萨哈林岛）之间。海湾宽104千米，长90千米，最大深度达93千米。岸边最大的城市是科尔萨科夫。

## 地理
亚庭湾是鄂霍次克海的海湾，位于北海道岛以北、萨哈林岛以南，处克里利翁半岛和托尼诺-阿尼瓦半岛之间，向南朝宗谷海峡开放。阿尼瓦和科尔萨科夫位于岸边。阿尼瓦海滩是沿岸居民度假的好去处。海湾内部、位于科尔萨科夫岸边的小海湾是千岁湾，以日露战争中的千岁号防护巡洋舰命名。海湾纬度处北纬46度以上，冬季会结冰。
|  |

## 名称
日语和俄语名称均来自阿伊努语的“山脊之间”。